# Букурещки договор (1886)
Вижте пояснителната страница за други значения на Букурещки договор.
Букурещкият договор от 19 февруари (3 март по нов стил) 1886 година е мирен договор, който слага край на Сръбско-българската война.
Поради това, че княжество България е васално на Османската империя, официални страни в преговорите са „султанът, император на отоманите, в качеството си на сюзерен на княжество България, негово величество кралят на Сърбия и негово височество князът на България“. Те назначават свои делегати: за България Абдуллах Маджид паша, Иван Евстратиев Гешов и за Сърбия посланикът в Лондон Чедомил Миятович. Българското правителство на Каравелов се съгласява с това представителство, за да покаже, че зачита сюзеренитета на султана. Преките преговори се водят на практика под диктовката на Великите сили, а провеждането им в Букурещ е предложено от Германия. Конференцията започва работа на 23 януари и договорът е подписан на 19 февруари.
Победителят във войната, България, и победеният, Сърбия, изоставят взаимните си териториални претенции още с примирието през декември 1885 година, когато комисари на Великите сили (Австро-Унгария, Германия, Русия, Великобритания, Франция и Италия) налагат изтегляне на войските и на двете страни на старите граници. В хода на мирната конференция, сръбският делегат Миятович предлага околията на Пирот в замяна на Трън и Брезник, както и подялба на Македония (тогава под османска власт) на сфери на влияние, но българският представител Иван Евстратиев Гешов отказва. Сръбският покровител Австро-Унгария се противопоставя на българското искане за парично обезщетение от 25 милиона франка. В очакване на дипломатическо признание на Съединението на Княжество България и Източна Румелия, правителството на Каравелов отстъпва. Отхвърлено е и искането на Белград за освобождаване на сръбските търговци от транзитни такси в България. Така в мирния договор, подписан на осмата годишнина от Санстефанския договор, е записано един-единствен член: „[м]ирът е възстановен между Сръбското Кралство и Българското Княжество от деня на подписване“.
Мирният договор е един от малкото подобни документи, който не налага наказание на държавата-агресор и тя не понася нито териториални, нито финансови загуби. Макар че държавата-победителка не е компенсирана за несправедливото нападение, значението на българските отстъпки е в последвалото фактическо приемане на Съединението от страна на Великите сили. Същия месец е подписан Топханенският акт, който урежда управлението на Източна Румелия от българския княз.

## Памет
На Букурещкия договор е наречена улица „19-и февруари“ в Центъра на София (Карта).